# Eurogames (jeu télévisé)
Pour les articles homonymes, voir Eurogames.
Eurogames, en français Eurojeux, est un programme télévisé produit par plusieurs sociétés audiovisuelles privées de différents pays (Italie, Espagne, Grèce, Pologne, Russie et Allemagne). Ce programme est basé sur le programme Jeux sans frontières  créé par l'Union européenne de radio-télévision. Le principal promoteur du sauvetage du concours est Mediaset Italia.
L'édition 2019 comprend 6 livraisons[Quoi ?], 5 qualifications et la finale, à laquelle participent les villes les mieux classées de chaque pays. Les pays participants en 2019 sont l'Italie, l'Espagne, la Russie, l'Allemagne, la Pologne et la Grèce.

## Principe
Une localité de chaque pays participe à chaque qualification, ils doivent passer les différents jeux du tournoi. Dans chacune des qualifications, les équipes doivent se qualifier à travers d'un total de 9 jeux, dont 3 fixes : Allons à la Plage, Rouler et rouler et le Mur des Champions (épreuve phare du jeu télévisé Intervilles), le reste des jeux change entre chaque émission et est basé sur les traditions et le folklore des 6 pays participants.
L'objectif de chaque équipe est de remporter le maximum de points dans les épreuves et de se qualifier pour la grande finale. Dans chaque épreuve, sont en jeu 1 à 6 points répartis entre les différentes équipes en fonction de leur résultat dans celle-ci. De plus, chaque pays peut utiliser une wild card dans un test pour gagner le double de points. Le programme est remporté par l'équipe avec le plus grand nombre de points.
Après les programmes qualificatifs dans lesquels les équipes obtiennent le meilleur score pour leur équipe, les villes de chaque pays avec le meilleur score se retrouvent en grande finale de l'édition, pour que l'une de ces villes soit sacrée vainqueure finale du tournoi Eurogames.

## Présentateurs
| Pays          | Allemagne    | Espagne                               | Grèce             | Italie               | Pologne       | Russie         |
| Présentateurs | Lukas Wandke | Lara Álvarez et Joaquín Prat Sandberg | Thémis Georgantas | Ilary Blasi et Alvin | Lukasz Gamrot | Katia Mironova |

## Équipes

### ÉditionI(2019)
| Allemagne | Allemagne | Espagne           | Espagne | Grèce         | Grèce | Italie            | Italie | Pologne        | Pologne | Russie            | Russie |
| --------- | --------- | ----------------- | ------- | ------------- | ----- | ----------------- | ------ | -------------- | ------- | ----------------- | ------ |
| Munich    | 70        | Aranda de Duero   | 45      | Thessalonique | 36    | Otranto           | 51     | Varsovie       | 51      | Sochi             | 61     |
| Hambourg  | 54        | Ciudad Rodrigo    | 39      | Sparte        | 45    | Folgaria          | 55     | Bialystok      | 47      | Saint Petersbourg | 64     |
| Cologne   | 67        | Astorga           | 47      | Cyclades      | 35    | Catania           | 40     | Poznań         | 52      | Moscou            | 61     |
| Nuremberg | 75        | Monforte de Lemos | 48      | Athènes       | 27    | San Felice Circeo | 68     | Gniezno        | 58      | Iekaterinbourg    | 53     |
| Berlin    | 43        | Jaca              | 59      | Crète         | 51    | Parme             | 58     | Janów Lubelski | 46      | Novosibirsk       | 47     |

Grande Finale
| Allemagne | Allemagne | Espagne | Espagne | Grèce | Grèce | Italie            | Italie | Pologne  | Pologne | Russie            | Russie |
| --------- | --------- | ------- | ------- | ----- | ----- | ----------------- | ------ | -------- | ------- | ----------------- | ------ |
| Munich    | 70        | Jaca    | 48      | Crète | 57    | San Felice Circeo | 52     | Varsovie | 37      | Saint Petersbourg | 55     |

## PalmarèsEurogames
| Édition               | Date | Champion         | Sous-Champion | Troisième                | Quatrième                | Cinquième    | Sixième          |
| --------------------- | ---- | ---------------- | ------------- | ------------------------ | ------------------------ | ------------ | ---------------- |
| Eurogames (Édition I) | 2019 | Allemagne Munich | Grèce Crète   | Russie Saint Petersbourg | Italie San Felice Circeo | Espagne Jaca | Pologne Varsovie |